# Hanna Łaurukiewicz
Hanna Mikałajeuna Łaurukiewicz (biał. Ганна Мікалаеўна Лаўрукевіч, ros. Анна Николаевна Лаврукевич, Anna Nikołajewna Ławrukiewicz; ur. 23 września 1953 we wsi Argiełowszczyzna w rejonie kopylskim) – białoruska polityk, w latach 2008–2012 deputowana do Izby Reprezentantów Zgromadzenia Narodowego Republiki Białorusi IV kadencji.

## Życiorys
Urodziła się 23 września 1953 roku we wsi Argiełowszczyzna, w rejonie kopylskim obwodu mińskiego Białoruskiej SRR, ZSRR. Ukończyła Wołogodzki Instytut Mleczarski, Białoruski Państwowy Instytut Gospodarki Narodowej im. W. Kujbyszewa, uzyskując wykształcenie inżyniera technologa i ekonomisty menedżera, a także Akademię Zarządzania przy Prezydencie Republiki Białorusi ze specjalnością „administracja państwowa”. Pracowała jako pielęgniarka operacyjna w Białoruskiej Republikańskiej Stacji Transfuzji Krwi, pielęgniarka w szpitalu w Zdzięciole, operatorka chemicznej oczyszczalni ścieków Naroczańskiego Zakładu Maślano-Serowego, inżynier chemik, technolog, kierownik cechu, główna technolog, główna inżynier Słuckiego Kombinatu Serowego, dyrektor Soligorskiego Miejskiego Zakładu Mleczarskiego, dyrektor generalna mińskiej firmy „Miaso-mołoko”, przewodnicząca Soligorskiego Miejskiego Komitetu Wykonawczego, dyrektor generalna Państwowego Zjednoczenia „Biełbyt”.
27 października 2008 roku została deputowaną do Izby Reprezentantów Zgromadzenia Narodowego Republiki Białorusi IV kadencji z Soligorskiego Wiejskiego Okręgu Wyborczego Nr 76. Pełniła w niej funkcję przewodniczącej Stałej Komisji ds. Pracy, Ochrony Socjalnej, Weteranów i Inwalidów. Od 13 listopada 2008 roku była członkinią Narodowej Grupy Republiki Białorusi w Unii Międzyparlamentarnej.

## Odznaczenia
- Medal „Za Zasługi w Pracy”;
- Gramota Pochwalna Rady Ministrów Republiki Białorusi;
- Order Świętej Równej Apostołom Wielkiej Księżnej Olgi III klasy (cerkiew prawosławna);
- Tytuł Honorowej Obywatelki Miasta Soligorska;
- Tytił Honorowej Kozaczki Kraju Krasnodarskiego[1].

## Życie prywatne
Hanna Łaurukiewicz jest mężatką, ma córkę.